# Eumicrodynerus longicorpus
Eumicrodynerus longicorpus är en stekelart som beskrevs av Gusenleitner 1976. Eumicrodynerus longicorpus ingår i släktet Eumicrodynerus och familjen Eumenidae. Inga underarter finns listade i Catalogue of Life.